# Goheung-gun
Der Landkreis Goheung (kor.: 고흥군, Goheung-gun) befindet sich in der Provinz Jeollanam-do in Südkorea. Der Verwaltungssitz befindet sich in der Stadt Goheung-eup. Der Landkreis hatte eine Fläche von 776 km² und eine Bevölkerung von 65.972 Einwohnern im Jahr 2019.
In Goheung befindet sich das Naro Space Center, welches von dem Korea Aerospace Research Institute betrieben wird.

Lage des Landkreises in Gyeongsangbuk-do